# Olympische Sommerspiele 1988/Teilnehmer (Tschechoslowakei)
| Gelbes Symbol für Goldmedaillen mit stilisierten Olympischen Ringen | Graues Symbol für Silbermedaillen mit stilisierten Olympischen Ringen | Braundes Symbol für Bronzemedaillen mit stilisierten Olympischen Ringen |
| ------------------------------------------------------------------- | --------------------------------------------------------------------- | ----------------------------------------------------------------------- |
| 3                                                                   | 3                                                                     | 2                                                                       |

Die Tschechoslowakei nahm an den Olympischen Sommerspielen 1988 in Seoul mit einer Delegation von 163 Athleten (110 Männer und 53 Frauen) an 97 Wettkämpfen in 17 Sportarten teil. Fahnenträger bei der Eröffnungsfeier war der Diskuswerfer Imrich Bugár.

## Teilnehmer nach Sportarten

### Basketball
Frauen
- 8. Platz

- Kader
Eva Berková
Zora Brziaková
Erika Dobrovičová-Buriánová
Zuzana Hájková
Anna Janoštinová-Kotočová
Eva Kalužáková
Alena Kašová
Eva Křížová
Svatava Kysilková
Ivana Nováková
Irma Valová
Hana Zarevúcká

### Boxen
Männer
- Michal Franek
Halbmittelgewicht: Achtelfinale

- Rudolf Gavenčiak
Schwergewicht: Achtelfinale

- Peter Hrivňák
Superschwergewicht: Viertelfinale

### Gewichtheben
Männer
- Anton Baraniak
II. Schwergewicht: DNF

- Miloš Čiernik
I. Schwergewicht: DNF

- Juraj Dudáš
I. Schwergewicht: DNF

- Petr Hudeček
Superschwergewicht: 5. Platz

- Jiří Zubrický
Superschwergewicht: DNF

### Handball
| Männer - 6. Platz - Kader Miroslav Bajgar Michal Barda Tomáš Bártek Petr Baumruk Milan Brestovanský Milan Folta Karel Jindřichovský Jiří Kotrč Peter Mesiarik Jan Novák Jozef Škandík Libor Sovadina František Štika Zdeněk Vaněk | Frauen - 5. Platz - Kader Zuzana Budayová Alena Damitšová Mária Ďurišinová Monika Hejtmánková Anna Hradská Júlia Kolečániová Petra Lupačová Božena Mažgutová Marta Pösová Lenka Pospíšilová Gabriela Sabadošová Marie Šmídová Jana Stašová Irena Tomašovičová Daniela Trandžíková-Nováková |

### Judo
Männer
- Pavel Petřikov
Halbleichtgewicht: 12. Platz

- Petr Šedivák
Ultraleichtgewicht: 7. Platz

- Jiří Sosna
Halbschwergewicht. 5. Platz

### Kanu
| Männer - Attila Szabó Kajak-Einer, 500 Meter: 6. Platz Kajak-Einer, 1000 Meter: 7. Platz - Jan Boháč & Pavel Havelka Kajak-Zweier, 500 Meter: Halbfinale - Petr Procházka Canadier-Einer, 500 Meter: 8. Platz - Peter Páleš Canadier-Einer, 1000 Meter: 7. Platz - Alan Lohniský & Petr Procházka Canadier-Zweier, 500 Meter: 9. Platz - Waldemar Fibigr & Tomáš Křivánek Canadier-Zweier, 1000 Meter: Halbfinale | Frauen - Hana Pleskačová Kajak-Einer, 500 Meter: Hoffnungslauf |

### Leichtathletik
| Männer - Pavol Blažek 20 Kilometer Gehen: 15. Platz 50 Kilometer Gehen: 12. Platz - Imrich Bugár Diskuswurf: 12. Platz - Karel David Marathon: 55. Platz - Roman Hrabaň Zehnkampf: 20. Platz - Jiří Hudec 110 Meter Hürden: Halbfinale - Jan Kubista 1500 Meter: Vorläufe - Jozef Kucej 400 Meter Hürden: Vorläufe - Zdeněk Lubenský Stabhochsprung: 11. Platz - Remigius Machura Kugelstoßen: 5. Platz - Milan Mikuláš Dreisprung: kein gültiger Versuch in der Qualifikation - Roman Mrázek 20 Kilometer Gehen: 5. Platz 50 Kilometer Gehen: 17. Platz - Zdeněk Nenadál Speerwurf: 26. Platz in der Qualifikation - Jozef Pribilinec 20 Kilometer Gehen: Gold - Róbert Ruffíni Hochsprung: 15. Platz - Ivan Slanař Dreisprung: 7. Platz - Pavol Szikora 50 Kilometer Gehen: 10. Platz - Géjza Valent Diskuswurf: 6. Platz - Věroslav Valenta Zehnkampf: 28. Platz - Martin Vrábel 10.000 Meter: DNF (Vorläufe) Marathon: DNF - Jan Železný Speerwurf: Silber | Frauen - Zdeňka Bartoňová-Šilhavá Kugelstoßen: 11. Platz Diskuswurf: 6. Platz - Zuzana Lajbnerová Siebenkampf: 9. Platz - Ľudmila Melicherová Marathon: 45. Platz |

### Moderner Fünfkampf
Männer
- Tomáš Fleissner
Einzel: 19. Platz
Mannschaft: 6. Platz

- Milan Kadlec
Einzel: 11. Platz
Mannschaft: 6. Platz

- Jiří Prokopius
Einzel: 29. Platz
Mannschaft: 6. Platz

### Radsport
Männer
- Roman Čermák
4000 Meter Einerverfolgung: Vorrunde

- Luboš Lom
Straßenrennen: 61. Platz
Punktefahren: 23. Platz

- Jozef Regec
Straßenrennen: 10. Platz

- Luděk Štyks
Straßenrennen: 47. Platz

- Vratislav Šustr
Sprint: 5. Platz

- Vladimír Hrůza, Vladimír Kinšt, Milan Křen & Jozef Regec
100 Kilometer Mannschaftszeitfahren: 8. Platz

- Svatopluk Buchta, Zbyněk Fiala, Pavel Soukup, Pavel Tesař & Aleš Trčka
4000 Meter Mannschaftsverfolgung: 5. Platz

### Rhythmische Sportgymnastik
Frauen
- Lenka Oulehlová
Einzel: 22. Platz in der Qualifikation

- Denisa Sokolovská
Einzel: 12. Platz

### Ringen
Männer
- Lubomír David
Superschwergewicht, griechisch-römisch: 2. Runde

- Pavel Frinta
Mittelgewicht, griechisch-römisch: 2. Runde

- Tibor Jankovics
Fliegengewicht, griechisch-römisch: 6. Platz

- Jozef Lohyňa
Mittelgewicht, Freistil: Bronze

- Miroslav Luberda
Superschwergewicht, Freistil: 2. Runde

- Dušan Masár
Schwergewicht, griechisch-römisch: 2. Runde

- Jozef Schwendtner
Bantamgewicht, Freistil. 2. Runde

- Július Strnisko
Schwergewicht, Freistil: 3. Runde

- Jaroslav Zeman
Weltergewicht, griechisch-römisch: 2. Runde

### Rudern
| Männer - Jan Kabrhel, Jiří Pták & Milan Škopek Zweier mit Steuermann: 7. Platz - Václav Chalupa, Jiří Jakoubek, Pavel Lůžek & Martin Tichý Doppelvierer: 11. Platz - Milan Doleček, Oldřich Hejdušek, Petr Hlídek, Dušan Macháček & Michal Šubrt Vierer mit Steuermann: 8. Platz | Frauen - Michaela Burešová-Loukotová Einer: 12. Platz - Hana Krejčová, Blanka Mikysková, Ľubica Novotníková-Kurhajcová & Irena Soukupová Doppelvierer: 5. Platz |

### Schießen
| Männer - Ján Kermiet Laufende Scheibe: 4. Platz - Petr Kůrka Luftgewehr: 11. Platz Kleinkaliber, Dreistellungskampf: 32. Platz - Břetislav Putna Schnellfeuerpistole: 26. Platz - Luboš Račanský Laufende Scheibe: 12. Platz - Miroslav Růžička Luftpistole: 6. Platz Freie Pistole: 16. Platz - Pavel Soukeník Luftgewehr: 17. Platz Kleinkaliber, Dreistellungskampf: 15. Platz Kleinkaliber, liegend: 4. Platz - Miroslav Varga Kleinkaliber, liegend: Gold | Offene Klasse - Luboš Adamec Skeet: 27. Platz - Miloslav Bednařík Trap: Silber - Leoš Hlaváček Skeet: 13. Platz - Petr Málek Skeet: 20. Platz | Frauen - Dagmar Bílková Luftgewehr: 30. Platz Kleinkaliber, Dreistellungskampf: 16. Platz - Yvonna Ježová Luftpistole: 27. Platz Sportpistole: 18. Platz - Lenka Koloušková Luftgewehr:22. Platz Kleinkaliber, Dreistellungskampf: 16. Platz |

### Schwimmen
Männer
- Radek Beinhauer
100 Meter Brust: 25. Platz
200 Meter Brust: 12. Platz
4 × 100 Meter Lagen: 13. Platz

- Ondřej Bureš
200 Meter Schmetterling: 22. Platz
400 Meter Lagen: 19. Platz

- Petr Kladiva
50 Meter Freistil: 23. Platz
100 Meter Freistil: 26. Platz
4 × 100 Meter Lagen: 13. Platz

- Alexander Marček
100 Meter Brust: 28. Platz
200 Meter Brust: 15. Platz

- Pavel Vokoun
100 Meter Rücken: 30. Platz
200 Meter Rücken: 28. Platz
4 × 100 Meter Lagen: 13. Platz

- Robert Wolf
100 Meter Schmetterling: 21. Platz
4 × 100 Meter Lagen: 13. Platz

### Tennis
| Männer - Miloslav Mečíř Einzel: Gold Doppel: Bronze - Milan Šrejber Einzel: 1. Runde Doppel: Bronze | Frauen - Jana Novotná Einzel: 2. Runde Doppel: Silber - Regina Rajchrtová Einzel: 1. Runde - Helena Suková Einzel: 2. Runde Doppel: Silber |

### Tischtennis
| Männer - Jindřich Panský Einzel: Gruppenphase | Frauen - Marie Hrachová Einzel: 4. Platz Doppel: 5. Platz - Renata Kasalová Einzel: Achtelfinale Doppel: 5. Platz - Alena Šafářová Einzel: Gruppenphase |

### Turnen
Frauen
- Alena Dřevjaná
Einzelmehrkampf: 26. Platz
Mannschaftsmehrkampf: 7. Platz
Boden: 52. Platz in der Qualifikation
Pferd: 55. Platz in der Qualifikation
Stufenbarren: 34. Platz in der Qualifikation
Schwebebalken: 23. Platz in der Qualifikation

- Ivona Krmelová
Einzelmehrkampf: 49. Platz in der Qualifikation
Mannschaftsmehrkampf: 7. Platz
Boden: 34. Platz in der Qualifikation
Pferd: 49. Platz in der Qualifikation
Stufenbarren: 19. Platz in der Qualifikation
Schwebebalken: 75. Platz in der Qualifikation

- Iveta Poloková
Einzelmehrkampf: 17. Platz
Mannschaftsmehrkampf: 7. Platz
Boden: 14. Platz in der Qualifikation
Pferd: 38. Platz in der Qualifikation
Stufenbarren: 6. Platz
Schwebebalken: 59. Platz in der Qualifikation

- Hana Říčná
Einzelmehrkampf: 29. Platz
Mannschaftsmehrkampf: 7. Platz
Boden: 42. Platz in der Qualifikation
Pferd: 77. Platz in der Qualifikation
Stufenbarren: 19. Platz in der Qualifikation
Schwebebalken: 17. Platz in der Qualifikation

- Jana Vejrková
Einzelmehrkampf: 58. Platz in der Qualifikation
Mannschaftsmehrkampf: 7. Platz
Boden: 52. Platz in der Qualifikation
Pferd: 51. Platz in der Qualifikation
Stufenbarren: 75. Platz in der Qualifikation
Schwebebalken: 34. Platz in der Qualifikation

- Martina Velíšková
Einzelmehrkampf: 52. Platz in der Qualifikation
Mannschaftsmehrkampf: 7. Platz
Boden: 51. Platz in der Qualifikation
Pferd: 71. Platz in der Qualifikation
Stufenbarren: 38. Platz in der Qualifikation
Schwebebalken: 34. Platz in der Qualifikation